# Purpuricenus indus
Purpuricenus indus är en skalbaggsart som beskrevs av Semenov 1908. Purpuricenus indus ingår i släktet Purpuricenus och familjen långhorningar.
Artens utbredningsområde är:
- Afghanistan.
- Pakistan.

Inga underarter finns listade i Catalogue of Life.